# Stenoplastis flavibasis
Stenoplastis flavibasis är en fjärilsart som beskrevs av Erich Martin Hering 1925. Stenoplastis flavibasis ingår i släktet Stenoplastis och familjen tandspinnare. Inga underarter finns listade i Catalogue of Life.